# Frank Zahn
Frank Zahn (* 7. November 1967; † 8. Februar 2017 in Berlin) war ein deutscher Jurist sowie Inhaber und Geschäftsführer des Bruno Gmünder Verlags.
Frank Zahn besuchte von 1978 bis 1987 das Gymnasium Carolinum in Osnabrück. Er studierte anschließend an der Universität Osnabrück sowie an der Universität Hongkong und der Universität für Sprache und Kultur Peking. An der Universität Osnabrück wurde er mit einer Arbeit zum Thema Die rechtliche Ausgestaltung von Joint Ventures als Form der internationalen Unternehmenskooperation mit der Volksrepublik China 1994 promoviert. Als Rechtsanwalt wirkte er in Frankfurt am Main, Hongkong, Shanghai und Berlin.
Im Herbst 2014 gründete Zahn gemeinsam mit dem Verlagsgründer Bruno Gmünder die heutige Bruno Gmünder GmbH, nachdem der Ursprungsverlag Insolvenz angemeldet hatte. Nach dem Ausstieg von Bruno Gmünder blieb Zahn im Dezember 2015 als alleiniger Inhaber des Verlags. Der Herausgeber der Zeitschrift Männer galt als „LGBT-Ikone“.
Im März 2017 teilte die Bruno Gmünder GmbH mit, dass das Printmagazin Männer eingestellt wird, die Webseite aber aktuelle Nachrichten bieten will.